# Korrelat (Medizin)
Im Allgemeinen drückt der Begriff Korrelat aus, dass eine (ergänzende) Wechselbeziehung zu einem zweiten Element besteht. Im medizinischen Sprachgebrauch werden unter dem Korrelat einer Erkrankung all jene Befunde verstanden, die dieser diagnostisch zugehörig sind. Oft steht der Begriff für eine Entsprechung der subjektiven Patientenmitteilung mit den objektiven Befunden.

## Beispiele
- Ein Beispiel für ein positives Korrelat ist die röntgenologische Darstellung eines Knochenbruchs, die ein klinisches Frakturzeichen wie etwa eine abnorme Beweglichkeit bestätigt.

- Ein anderes Beispiel für ein positives Korrelat wäre der Nachweis eines Bandscheibenvorfalles in einer MRT-Untersuchung als Korrelat für geschilderte Rückenschmerzen.

- In Histologie und Bildgebung ist ein (ultrastrukturelles) Korrelat die sichtbare Entsprechung einer anders kaum oder nicht ersichtlichen Struktur. Beispiel: Elektronenmikroskopie: "Dieser helle Fleck ist das Korrelat jener elektronendichten Struktur."